# Больше-Белынический сельсовет
Больше-Белынический сельсовет — упразднённая административно-территориальная единица, существовавшая на территории Рязанской губернии и Московской области до 1968 года.
Больше-Белынический сельсовет был образован в первые годы советской власти. В конце 1920-х годов он входил в состав Зарайской волости Зарайского уезда Рязанской губернии.
В 1929 году Больше-Белынический с/с был отнесён к Зарайскому району Коломенского округа Московской области.
5 апреля 1936 года к Больше-Белыническому с/с был присоединён Мало-Белынический сельсовет.
17 июля 1939 года к Больше-Белыническому с/с были присоединены Косовский с/с (селения Косовая, Пески и Татины) и Кудиновский с/с (селение Кудиново).
9 июля 1952 года из Больше-Белынического с/с в Кармановский с/с было передано селение Кудиново.
1 февраля 1963 года Зарайский район был упразднён и Больше-Белынический с/с вошёл в Коломенский сельский район. 11 января 1965 года Больше-Белынический с/с был возвращён в восстановленный Зарайский район.
10 сентября 1968 года Больше-Белынический с/с был упразднён. При этом его большая часть была передана в Кармановский с/с, переименованный при этом в Авдеевский с/с, а селения Косовая, Пески и Татины — в Алферьевский с/с.